# YARUDORA
YARUDORA是索尼電腦娛樂所發售的遊戲軟體系列。故事以全動畫、全語音進行。宣傳詞是「從看的戲劇，邁向玩的戲劇（見るドラマから、やるドラマへ）」。
動畫製作是PRODUCTION I.G.。

## 概要
由影片帶領下在故事進行的每個重要地方會顯示選項，依不同的選擇故事會分岐。經由反覆遊戲，選擇項目會增加，有時候即使是同一個選項可能會有不同的發展。結局有20個以上，不過大部分是BAD END。
從初次遊戲開始連續玩出2次BAD END的話，會有避免走到BAD END的輔助提示。
在玩出結局後，使用記錄檔能夠以不會出現選項的方式回顧從遊戲開始到結局的過程。

## 系列

### PlayStation上發售
初期的4部作品同一設定為，獨自住在公寓的大學生主角與喪失記憶的女主角相遇，分別對應四個不同的季節。這是因為當初本來是預定以「Four Season's memory」為1款軟體開發的緣故，内容量增加過多所以分割成4款。
- 雙面嬌娃（ダブルキャスト）：1998年6月25日發售
- 擁抱季節（季節を抱きしめて）：1998年7月23日發售
- 茉莉花（サンパギータ）：1998年10月15日發售
- 雪割花（雪割りの花）：1998年11月26日發售

遊戲裡的季節，依照上面的順序分別對應夏、春、秋、冬。
春與夏的交換，據說是把因為商業上的理由而把衝擊性強的『Double Cast』挪至最前面。
當初主角並沒有配音，只有在對話框顯示出台詞而已，不過在『茉莉花』以後追加了主角的聲音（能在設定裡關掉）。

### PlayStation 2上發售
『BLOOD THE LAST VAMPIRE』遊戲發售為跨媒體製作計畫的一環，在小說版、動畫電影版、遊戲版分別進行不同的故事。
- SCANDAL（スキャンダル）：2000年6月29日発売
- BLOOD THE LAST VAMPIRE 上巻：2000年12月21日発売
- BLOOD THE LAST VAMPIRE 下巻：2000年12月21日發售

### PlayStation Portable上發售
2005年7月28日在PSP同時發售了PS初期4個作品的移植版，2006年1月26日發售了將BLOOD THE LAST VAMPIRE上下巻合為款軟體的移植版。

## 對話式動畫節目「」
1998年10月～12月於富士電視台的深夜時間帶，播放以「茉莉花」和「雪割花」為底的10分鐘節目。在故事中間提出2個選項，放送結束後接受電話投票，以票數多的一方來進行故事。
選項其中之一是BAD END，出現時則返回之前的另一個選項繼續故事。
主持人是（野仲美貴）與（印南優貴）。偶而會有被稱作『賢者』的特別來賓參加，和觀眾一樣選擇選項。
雖然是深夜放送，但仍然匯集了6000～10000次的投票。有時會播放YARUDORA中所沒有，獨自的影像。
附帶一提，這個節目名稱是倒過來念的產生的。
- 放送時間・放送期間
  - 毎週一～週四：25時10分～20分、週五：25時25分～35分
  - 1998年10月12日－11月20日（「茉莉花」篇）
  - 1998年11月23日－12月18日（「雪割花」篇）
  - 1998年12月25日（贈品大放送1小時特別節目）：邀請一般觀眾的玩家們到攝影棚的特別節目。
- 節目網址：http://www.fujitv.co.jp/b_hp/radoruya/ （页面存档备份，存于）

## 外部連結
- （日語）